# Hag

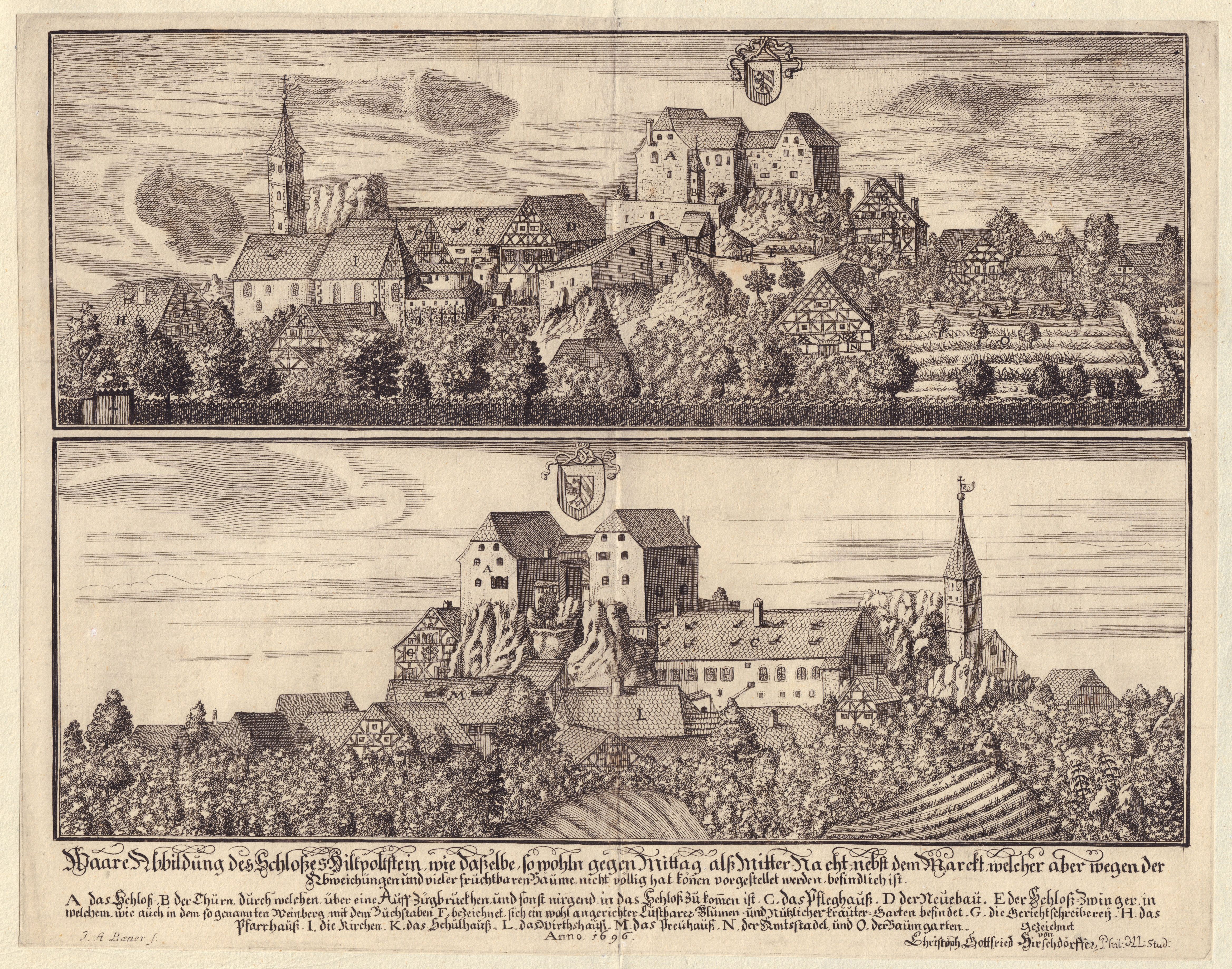
Kupferstich von Hiltpoltstein, 1696 (der Hag ist in der oberen Ansicht gut zu sehen)

Ein Hag ist ein meist von einer Hecke eingehegtes bzw. eingefriedetes Gelände. Auch die Hecken für die Einhegung selbst wurden so bezeichnet. Der Wortbestandteil -ha(a)g(en) weist als verbreiteter Flur- oder Ortsname auf dieses Siedlungselement im Mittelalter und der frühen Neuzeit hin.

## Etymologie
Hag leitet sich von germ. *haga/*hagaz/*hagjô/*hagjôn „Umzäunung (siehe auch Landhege, Landwehr), Gehege“ ab. Der Begriff findet sich auch in der jagdlichen Hege im zugehörigen Verb hegen und im Wort Behaglichkeit.
Bis heute wird im Schweizerdeutschen und im Südwestdeutschen die Bezeichnung „Hag“ für eine Einzäunung eines Grundstückes oder einer Weide verwendet und ist das davon abgeleitete Verb hagen für «einen Zaun aufstellen» noch gebräuchlich.
Das Wort steht zu der germanischen Wurzel *hag-: „schlagen, stoßen, stechen“ und umfasst zwei Bedeutungsfelder:
- Die Umfriedung eines Geländes durch gekapptes Buschholz, eine Hecke: Hierzu dienten dornige Sträucher wie Hagedorn (Weißdorn), Hagerose (Hunds-Rose) und Hagebutte, oder stark verwachsende Pflanzen wie die Hagebuche (Hainbuche), Weiden oder Haseln. Im Grimmschen Wörterbuch finden sich auch noch Hagapfel (Westlicher Erdbeerbaum), Hageiche (für Rosskastanie), Hagtanne für eine kleine Tannenart.
- Die Umfriedung eines Geländes durch Stangenholz oder Ruten als Zaun: Im ausgehenden Mittelalter wurde rund um ein Gehöft etwa ein niedriger Erdwall mit Pfählen angelegt, oft durch Weidengeflecht oder Haselgeflecht verbunden, um den Besitz vor Eindringlingen zu schützen und das Fortlaufen des Viehs zu verhindern (Wallhecken in Friesland).

Die zwei Bedeutungsfelder treffen sich in der Schneitelwirtschaft (Baumheu) als frühe Futterwirtschaft. Über die Niederwaldwirtschaft spaltet sich in der mittelhochdeutschen Sprachschicht das Wort Hain als „kleiner Wald“ ab.
Auf dem umfriedeten Gelände befindet sich meist ein Hof (Hofstelle), ein Gehöft oder ein Weiler. Daher ist die Wortwurzel in zahlreichen topographischen Bezeichnungen erhalten. In späteren Phasen des Mittelalters gilt diese Siedlungsform aber schon als ärmlich, und hagestalt bezeichnet ein kleines Anwesen, hagestut bezeichnet einen Kleinbauern, der sich keine eigene Familie leisten konnte, auch Hagesatz, Hagestolz genannt. Heute noch in diesem Sinne verwendet wird das Adjektiv hager.
Als Landhag  (Landwehr, Landheege) bezeichnet man in Folge Heckenanlagen als Sperrwerk oder Grenzbefestigung.
Der Hag bot auch Friedhöfen Schutz vor bösen Geistern, insbesondere wenn er aus Eiben oder Buchsbaum bestand. Auch sind sowohl im mitteleuropäischen als auch im nordischen und englischen Sagenkreis überraschende Durchlässe in Hecken als Übergang in ein Feenreich oder die Unterwelt zu finden. So leitet sich auch Hexe (ahd. hecse, engl. hag, auch mnl. Hagetisse) aus demselben Wortstamm ab. Als alternative Bezeichnung findet sich Zaunreiter/in.

## Orte mit einem Hag
Obwohl in Mittelalter und Früher Neuzeit viele kleinere Orte eine solche Befestigung besaßen, sind die Hage nur selten erforscht. Dies hängt mit der mangelnden Sichtbarkeit der ehemaligen Befestigungen zusammen. Eine damals sehr kleine Gemeinde war Großrinderfeld in Franken, heute in Baden-Württemberg gelegen. In der Ortschronik von Behringer ist der Verlauf dieses Hags detailliert beschrieben. Er bestand aus einem Graben mit Holzzaun, bzw. einem Erdwall mit Holzzaun und umschloss die Ortschaft vollständig. Es gab zwei Einlässe, das Obere und das Untere Tor. Vom Nachtwächter wurden die beiden Tore morgens um 6 Uhr geöffnet und abends um 10 Uhr geschlossen.
Andere Hage sind von Veduten bekannt, wie vom fränkischen Hiltpoltstein auf Kupferstichen des späten 17. Jahrhunderts. Wissenschaftlich erforscht wurde der ehemalige Hag von Neuses am Berg in Unterfranken. Hier wechselten sich Abschnitte mit einer steinernen Ummauerung mit solchen Bereichen ab, in denen nur Graben und Hecke das Dorf von seiner Umgebung abgrenzte.
Einer der wenigen Orte Deutschlands mit einem noch weitgehend erhaltenen Hagen ist der Ortsteil Dörna der Gemeinde Unstruttal in Thüringen. An die ehemaligen Öffnungen erinnern noch Straßennamen wie Brückentor und Feldtor. Sowohl die Höfe, als auch die anschließenden Hausgärten sind durch den Hagen geschützt. Die Höfe wurden früher zusätzlich durch die reihenhausartig gebauten Scheunen zwischen Hof und Garten geschützt. Heute dominiert den Hagen ein gemischter Laubbaumbestand mit unterschiedlich stark ausgeprägtem Heckenbewuchs.

## Ortsnamen
Der Wortstamm hag weist auf ein eingefriedetes Gelände unterschiedlicher Größe hin.
Der Bildungstypus gehört zu den vielfältigen Rodungsnamen und begegnet zahlreich vor allem in Mittel- und Norddeutschland. Orte mit dem Namenselement -hagen wurden vielfach von geistlichen und weltlichen Herren in Waldgebieten oder in ungünstiger Lage mit besonderen Freiheitsrechten („Hagenrecht“, „Hägerrecht“) angelegt, hauptsächlich im 10./11. bis 13. Jahrhundert, selten schon im 9. Jahrhundert.
- vor allem im Niederdeutschen als -hagen häufig, insbesondere in Gebieten, die durch Waldrodung entstanden sind[4]
- im Bairischen liegt es vermehrt in der Form Haag, -hag, -haag vor
- schwedisch und norwegisch -hage, dänisch have, aus dem Altnordischen hagi für eingehegtes Landstück oder Weideplatz

weitere etymologisch verwandte Formen wie -heck siehe Hecke, -hain siehe Hain
Bei vielen Ortsnamen ist der Zusatz -hag oder -hagen angehängt worden, wie in Eckenhagen, Stadthagen,  Den Haag (offiziell ’s-Gravenhage: ‚Grafenhagen‘), Fürstenhagen, Isernhagen, Stavenhagen, Altenhagen, Langenhagen, Obershagen, Neuenhagen, Steinhagen.
Mancherorts gibt es darüber hinaus mehrere Orte mit Vornamen + -hagen, wohl nach einem Erstsiedler: Diedrichshagen, Gerdshagen, Hanshagen, Hinrichshagen, Karlshagen, Leopoldshagen, Meinerzhagen, Petershagen.
Andere Ortsnamen bestehen nur aus dem Wortteil, so wie bei Haag (Gemeinde Selzach in der Schweiz) und Haag SG bei Sennwald im St. Galler Rheintal, oder fangen mit Hag- an, wie Hagen, Hagenow, Hagenbrunn.
Weitere Ortsnamen, die auf einen ehemaligen Hag hinweisen, enthalten den Wortteil -dörn- oder auch -dorn-, siehe z. B. Dörna.

## Kunst, Literatur, Märchen und Fantasy
- Die Dornenhecke im Märchen Dornröschen weist ebenfalls auf einen Hagen hin.
- In J. R. R. Tolkiens Werken Der Herr der Ringe oder Die Abenteuer des Tom Bombadil kommt eine Hecke vor, die in der deutschen Übersetzung als „Hoher Hag“ bezeichnet wird (englisch High Hay). Am südlichen Ende der 20 Meilen langen Hecke lag das Gebiet Hagsend an der Mündung der Weidenwinde.[5][6]
- Der himmlische Hag. Titel einer Sammlung geistlicher Volkslieder von Franz Peter Kürten.[7]